# 徐允升 (光緒進士)
徐允升，河南省汝寧府羅山縣人，清朝政治人物。同進士出身。
光緒二年（1876年），參加丙子恩科會試，得貢士第195名。殿試登進士3甲第109名。同年五月（6月3日），經吏部掣簽，授即用知縣。